# Paxós
Pour les articles homonymes, voir Paxos (homonymie).
Paxós (grec moderne : Παξός) est une île ionienne (Grèce), située au sud de l'île de Corfou.

## Géographie

### Situation, présentation
Paxos est à environ 14 km au sud de l'île de Corfou. À 1,5 km au sud de Paxós se trouve sa voisine Antípaxos, plus petite, et qui ne compte que deux dizaines d'habitants permanents.[réf. nécessaire] Les deux îles sont couramment nommées Paxí (au pluriel en grec Παξοί ou Παξί, à l'accusatif Παξούς).[réf. nécessaire]
Longue d'environ 10 km, Paxós ne dépasse que rarement 2 km de large pour une superficie d'environ 25 km2. Son point culminant se situe à 231 m d'altitude,,.
La moitié des 2 500 habitants de l'île habite à Gáios, principale localité située au sud-est, et village de pêcheurs bien protégé par deux îlots avancés, Panagía et Ágios Nikólaos,.
Les deux autres principaux villages sont Lákka (côte nord), Longós (côte nord-est) et Ozias (centre-sud),.
D'après la mythologie grecque, Poséidon aurait séparé Paxós de Corfou avec son trident afin d'y créer un nid d'amour pour lui-même et son épouse Amphitrite.

### Géologie
Paxós ainsi que les îles avoisinantes sont composées de roches calcaires, qui se brisent souvent en dalles. Les côtes sont rocheuses et les plages qui se sont formées sont petites et caillouteuses. Paxós est une île avec de nombreuses grottes et sources soufrées.[réf. nécessaire]

### Végétation
Paxós se caractérise par sa végétation dense et par les oliveraies qui sont le résultat de la politique des Vénitiens qui encourageaient la culture des olives pour que l’île ait des ressources économiques et les petits vignobles. La flore est riche et compte environ 450 espèces dont deux endémiques : Limonum antipaxorum et Centaurea paxorum.[réf. nécessaire]

### Faune
Parmi les reptiles de Paxós, six espèces sont protégées par le Traité de Vergo. Le lézard Agama stellio et le serpent Elaphe longissima sont répertoriés dans le catalogue Corine Biotopes. Une espèce endémique des Balkans est le lézard Argyroides nigropunctatus. Deux lézards verts Lacerta trilineata et Lacerta viridis habitent l'île.[réf. nécessaire]

## Histoire

### Antiquité
La première mention des habitants de Paxós est faite par Homère ; il les décrit comme étant d’origine continentale et de langue grecque.[réf. nécessaire]
Les premiers colons de l’île semblent avoir été les Phéniciens qui avaient leur colonie sur Céphalonie une île voisine. Le nom de l’île viendrait du phénicien : Paxós dériverait de Pax signifiant trapézoïdale.
L’île a été le théâtre de la bataille de Paxós (en), bataille navale entre les Grecs et les Illyriens durant la première guerre d'Illyrie en 229 av. J.-C. La bataille est relatée par l’historien grec antique Polybe. Les Illyriens ont gagné et occupé Corfou et Paxós. Cette victoire a entraîné la première intervention romaine directe dans les affaires grecques. Les Romains ont vaincu les Illyriens un an plus tard et leur ont imposé la concession de terres et de payer un tribut.
Selon Plutarque, le pilote égyptien d'un navire passant près de Paxós entendit une voix venue de l'île qui criait son nom (« Thamous ») et lui demandait d'annoncer que « le grand Pan est mort ».
L'île est devenue romaine en 148 av. J.-C. mais sa population est restée de culture grecque comme en témoignent les tessons. Avec la christianisation, elle devint byzantine et abrita un petit ermitage. Elle était alors rattachée au thème maritime de Céphalonie.[réf. nécessaire]

### Moyen Âge
L'évêque de Crémone et historien Liutprand séjourne à Paxós en 960 pour écrire le troisième volume de son Histoire dans un environnement calme.[réf. nécessaire]
À partir du VIIIe siècle, Paxós subit les assauts des arabes venus du sud, des slaves venus du continent, et au XIe siècle, des normands venus de l'ouest, et se dépeuple. L'ermitage est abandonné, mais elle accueille des réfugiés valaques venus d'Épire, comme en témoigne le hameau de Vlachopoulátika au centre de l'île. L'île est rattachée, nominalement, au comté palatin de Céphalonie et Zante, jusqu'en 1204 lorsque la république de Venise en fait un port-abri et un poste de vigie pour sa flotte. Elle est rattachée au despotat d'Épire en 1231 puis reconquise par les Grecs impériaux entre 1269 et 1310, avant de passer sous contrôle des Angevins du royaume de Naples et de revenir à Venise en 1386, pour quatre siècles.[réf. nécessaire]
Le 26 décembre 1381, l'île est donnée en fief par Jacques des Baux à Adam Ier de Sant'Ippolito, membre d'une famille de barons latins installés à Corfou depuis l'époque de Charles d'Anjou.
En 1423, Adam II de Sant'Ippolito demande à Venise l'autorisation de construire une forteresse pour protéger l'île des pirates. Deux ont été construites : une à Lákka, qui aurait été la première construite ; et une autre sur l'îlot Saint-Nicolas (Ágios Nikólaos) en face de Gáios, construit de 1424 à 1510.
Selon les recherches de l'architecte italien Roberto Veneris, le fort de l'îlot Saint-Nicolas aurait été construit d'après les plans de Léonard de Vinci,.
En 1537, une grande bataille navale a lieu devant Paxós entre les Génois alliés des Espagnols, des Vénitiens et du pape, contre les Turcs sous la conduite de l'amiral génois Andrea Doria. Après l'échec du siège de Corfou[Lequel ?], Barberousse[Lequel ?] pille Paxós de fond en comble. La destruction fut achevée l'année suivante, lorsque Paxós devint le fief de Dragut. L'île était déserte.[réf. nécessaire]
En 1571, la flotte turque dirigée par l'amiral Loutsali Pacha pille à nouveau l'île, massacrant les habitants restants et désolant tout sur son passage. Les habitants de Paxós qui se sont échappés ont fui vers les îles Diapontiques, où ils se sont installés.[réf. nécessaire]

### Histoire moderne
Alors qu'au XVIIIe siècle s'esquisse la renaissance culturelle grecque, Paxós est occupée par la France révolutionnaire en 1797 lors de la signature du traité de Campo-Formio, et rattachée au département de Corcyre.
Du 2 avril 1800 au 20 juillet 1807, l'île est occupée par la flotte russe, accueillie en libératrice en tant que puissance orthodoxe. Elle est alors incluse dans la « république des Sept-Îles ».[réf. nécessaire]
En 1807, au lendemain de la paix de Tilsit, la Russie rend l'île à la France, mais ce sont les marins britanniques qui y débarquent. Des combats navals franco-britanniques ont lieu dans les parages, et des patrouilles des deux camps se poursuivent parfois dans l'île, qui est aussi un repaire de contrebandiers.[réf. nécessaire]
Le blocus anglais apporta la famine dans l'île. Ainsi, en mai 1810, les habitants de Paxós se sont rebellés, ont pris le pouvoir aux Français, hissant le drapeau anglais. Les Français se sont réaffirmés et ont sévèrement puni les rebelles.[réf. nécessaire]
Le 13 février 1814, l’île de Paxós sous domination française capitule face à la frégate britannique de la Royal Navy HMS Apollo, 160 soldats de la 2e infanterie légère grecque de Céphalonie et le 35e Régiment de la Royal Corsican Rangers. L’attaque était dirigé par le major Theódoros Kolokotrónis qui débarque dans la région de Pláni à Lákka et occupe sans résistance le château d'Ái Nikólas à Gáios.[réf. nécessaire]
Au traité de Paris le 5 novembre 1815, Paxós est incluse dans la « république des Îles Ioniennes » sous protectorat britannique, avec Maitland comme premier commissaire anglais.[réf. nécessaire]
En 1821, les Paxiens, bien que l'Angleterre « protectrice » le leur interdise strictement, participent à la révolution grecque et offrent leurs services dans la lutte de libération. Parmi les combattants se trouve Geórgios Anemógiannis, brûlotier qui meurt au combat le 22 juin 1821 à l'âge de 23 ans, au cours du siège de Naupacte.[réf. nécessaire]
Les députés paxiens Ioánnis Vellianítis et Dimítrios Makrís ayant voté au Parlement ionien pour l'Union avec la Grèce, les îles ioniennes sont rattachées à la Grèce le 21 mai 1864. La marine grecque y débarque le 2 juin.[réf. nécessaire]
En 1939-1940, la marine de l'Italie fasciste bombarde inutilement l'île, et en 1941-1943, elle y débarque et inclut Paxós dans son état fantoche, le Stato ioniano, mais en octobre 1943 les Italiens se retirent, et c'est la Kriegsmarine allemande qui occupe l'île, vidée de ses habitants, débarqués en Épire. Après la guerre, une fois l'occupant parti, ceux-ci reviennent et reconstruisent leurs demeures : l'île reprend vie et retrouve la paix.[réf. nécessaire]

## Lieux et monuments
- Moulin de Lesianitis à Mousmouli : il existait déjà en 1795, date à laquelle il fut réparé par un artisan de Prevesa nommé Kouvalias[13].
- Moulin de Stavrakis Anemogiannis à Loggos. Datant de 1820, il a fonctionné jusqu'au début du XXe siècle. C'est le dernier moulin en fonctionnement sur l'île[13].
- L'église Saint Andreas au port de Lakka est citée en 1686[13].